# ПОІППО-Новини
«ПАНО-Новини» — інформаційне щомісячне електронне видання Полтавської академії неперервної освіти ім. М. В. Остроградського (ПАНО).
Видається з листопада 1999 року редакційно-видавничим відділом ПАНО. 

## Мета видання
Мета видання — відкритий діалог із представниками педагогічної спільноти, громадянського суспільства, мас-медіа, влади, експертами у різних сферах, інформування про діяльність ПАНО та системи освіти Полтавської області.

## Вміст
Публікуються головні новини минулого місяця про заходи, здійснені Полтавською академією неперервної освіти ім. М. В. Остроградського, міститься короткий виклад освiтнiх подiй у Полтавi та Полтавськiй областi, зокрема представлено досвід упровадження Концепції «Нова українська школа» на Полтавщині ; підтримки Полтавською академією неперервної освіти дистанційної освіти; методичного супроводу військово-патріотичного виховання в закладах загальної середньої освіти та викладання  предмета «Захист України»; підтримки національно-патріотичного виховання, математичної освіти, цифровізації; упровадження  STEM-освіти; забезпечення на Полтавщині стійкого інноваційного розвитку математичної освіти і підвищення її якості; розвитку інфомедійної грамотності учасників освітнього процесу; реалізації комплексу заходів із підтримки їхнього ментального здоров’я; розвитку інклюзивної компетентності педагогічних працівників Полтавської області; гуманітарної діяльності Полтавської академієї неперервної освіти ім. М.В. Остроградського в умовах воєнного стану.
Висвітлюються також останні новини у сферах розвитку інновацій в освіті області, міжнародної співпраці ПАНО, результати учнівських олімпіад, змагань, новинки видавничої діяльності академії та інші напрями  діяльності, які належать до пріоритетів ПАНО.

## Поширення
Електронна розсилка на понад 600 електронних адрес: загальнонаціональні й регіональні адміністративні  й освітні установи, зокрема Міністерство освіти і науки України, Департамент освіти і науки Полтавської ОВА; заклади післядипломної педагогічної освіти України; заклади вищої та передвищої  освіти Полтавщини та України, Полтавська обласна Мала академія наук; заклади дошкільної, загальної середньої, позашкільної освіти обласного підпорядкування, наукові ліцеї, партнерські установи та  організації; органи управління освітою міських, селищних, сільських територіальних громад; центри професійного розвитку педагогічних працівників; інклюзивно-ресурсні центри Полтавщини; громадські організації, благодійні організації, професійні об’єднання, медіа та видавництва.
Архів вісника розміщується на сайті ПАНО у вільному доступі. Розсилку вісника можна замовити, перейшовши за адресою: https://pano.pl.ua/pano-newsletter/